# August in the City
 (juillet 2025).
Pour plus de détails, voir Fiche technique et Distribution.
August in the City est un court-métrage américain réalisé par Christie Conochalla, sorti en 2017.

## Synopsis
En 1978, deux femmes se trouvent complètement attirées l'une à l'autre, mais craignent les conséquences de la société.

## Fiche technique
- Titre : August in the City
- Réalisation : Christie Conochalla
- Scénario : Nancy Manzi, Lisa Tedesco
- Monteuse : Christie Conochalla
- Production : Petros Georgiadis, Lisa Tedesco
- Musique :
- Pays de production :  États-Unis
- Langue d'origine : anglais américain
- Genre : Drame, romance saphique
- Lieux de tournage : Brooklyn et Long Island, New York, États-Unis
- Durée : 16 minutes
- Date de sortie : 
  - États-Unis :18 février 2017

## Distribution
- Daniela Mastropietro : August
- Raquel Powell : Nicole (Nick)
- Stacey Raymond : Ana
- Mandahla Rose : Clementine
- Amie Tedesco : Party Goer
- Amanda Tudor : Marie
- Johnny Solo : Salvatore
- Nestor Garland : Guy
- R.A. Johnson : le fêtard